# Colin James
Colin James Munn (Regina, 17 agosto 1964) è un cantautore e chitarrista canadese.

## Discografia
Album studio
- Colin James (1988)
- Sudden Stop (1990)
- Colin James and the Little Big Band (1993)
- Bad Habits (1995)
- National Steel (1997)
- Colin James and the Little Big Band II (1998)
- Fuse (2000)
- Traveler (2003)
- Limelight (2005)
- Colin James & The Little Big Band 3 (2006)
- Colin James & The Little Big Band: Christmas (2007)
- Rooftops and Satellites (2009)
- Fifteen (2012)
- Hearts On Fire (2015)
- Blue Highways (2016)
- Miles To Go (2018)

Album live
- Twenty Five Live (2013)

Raccolte
- Then Again... (1995)
- Take It from the Top: The Best of Colin James (2011)